# Dixmude
Pour les articles homonymes, voir Dixmude (homonymie).
Dixmude (prononcer [diksmyd] ; en néerlandais Diksmuide, [ˌdɪksˈmœy̯də]) est une ville néerlandophone de Belgique située en Région flamande, chef-lieu d'arrondissement en province de Flandre-Occidentale. Elle compte environ 17 000 habitants.
Elle est située sur l'Yser et a été l'objet d'affrontements sanglants lors de la bataille du front de l'Yser en 1914, au cours de la Première Guerre mondiale. Elle a subi de graves dommages et a dû être entièrement reconstruite.
La commune a un caractère principalement agricole et offre de nombreux emplois dans cette région, Dixmude remplissant une fonction centrale dans les services et l'industrie. En tant que ville centrale, Dixmude exerce une certaine influence non seulement sur les sous-communes, mais aussi sur d'autres communes rurales du Westhoek.
Dixmude est connue sous le nom de « Ville du beurre », en référence au commerce florissant des produits laitiers, qui fut pendant des siècles l'un des principaux piliers de la prospérité de la ville,.

## Histoire

### Les origines médiévales
Au IXe siècle, une colonie de Frisons nommée Dicasmutha était installée à l'embouchure d'un ruisseau près de l'Yser. Les incursions des Vikings venus du Danemark y ont fait des ravages.
Au Xe siècle, une chapelle et une place du marché étaient présentes. La charte de la cité fut proclamée deux siècles plus tard, et une fortification construite en 1270. L'économie était déjà basée sur l'agriculture, notamment les produits laitiers et le lin.

### Les temps modernes
Du XVe siècle à la Révolution française, Dixmude fut marquée par les guerres entre les Pays-Bas, la France, l'Espagne et l'Autriche, et connut un déclin de son activité.
En 1647, durant la guerre de Trente Ans, la ville fut assiégée par les troupes françaises commandées par le maréchal Josias Rantzau. Quatre cents Gardes françaises, chargés d'attaquer une demi-lune de Dixmude, s'élancent au signal, et renversent les palissades, gravissent le talus de l'ouvrage et en chassent l'ennemi qui est encore contraint d'abandonner les deux demi-lunes voisines. Les assiégés sont alors poussés si brusquement au-delà du fossé que quelques Gardes, passant pêle-mêle avec eux sur un petit pont fait de deux planches qui répondait à une fausse-porte, pénètrent jusque dans la ville qui capitule le lendemain, 13 juillet.

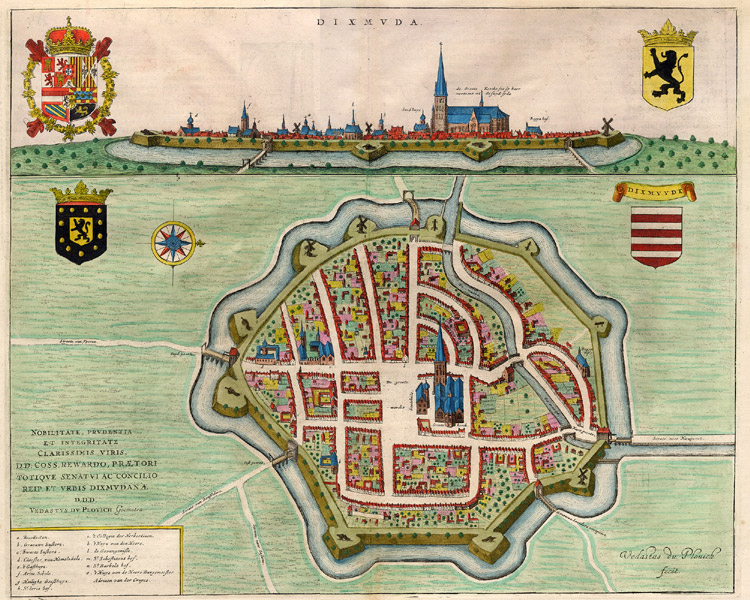
Plan de Dixmude en 1649 par J. Blaeu.

Les troupes des Pays-Bas espagnols vont reprendre la ville aux Français en août 1647 : le gouverneur des Pays-Bas (Léopold-Guillaume de Habsbourg) va recevoir en mains propres la reddition de la ville.
Le XIXe siècle fut plus paisible et prospère.

### La Première Guerre mondiale
Au début de la Première Guerre mondiale, les troupes allemandes passent la frontière belge près d'Arlon, et traversent rapidement le pays dans le but de capturer les ports français de Calais et Dunkerque. Lorsque l'armée allemande arrive aux environs de Dixmude en octobre 1914, les Belges ont inondé la région en ouvrant les écluses de l'Yser. Le fleuve devient une ligne de front. La ville est attaquée une première fois le 16 octobre 1914, ce qui marque le début de la bataille de l'Yser. Le colonel Alphonse Jacques dirige les troupes qui retardent les Allemands (bien supérieurs en nombre) dans la course à la mer. Ultérieurement ce militaire est anobli, Baron Alphonse Jacques de Dixmude. La brigade de fusiliers marins de l'amiral français Ronarc'h et ses 6 500 Bretons âgés d'à peine 17 ans participent également jusqu'à la fin du mois d'octobre 1914 à cette défense héroïque de Dixmude. La moitié de la jeune troupe française périt dans les combats.
À la fin des combats, la ville est en ruine. Elle est reconstruite durant les années 1920.
La commune a été décorée le 22 octobre 1919 de la croix de guerre 1914-1918.

### La Seconde Guerre mondiale
En mai 1940 la ville de Dixmude subit de lourds bombardements. Des combats ont lieu le 28 et 29 mai, la défense de la ville est assurée par les Français du 241e RI (le bourg) et 270e RI (secteur Pervyse) ainsi qu'une compagnie motorisée anglaise. Les alliés font sauter les ponts et écluses.

## Géographie
À la fin du IVe siècle se produisit la deuxième transgression de Dunkerque, submersion marine de la zone côtière. La mer pénétra à l'intérieur du pays, principalement par l'embouchure de l'Yser, jusqu'à Dicasmutha, future Dixmude, où se sont développés alors de petits îlots humains.
Aujourd'hui en pleine campagne, dans la région du Westhoek, Dixmude se situe à une vingtaine de kilomètres de la côte.
La ville de Dixmude est composée de 15 communes fusionnées, ce qui en fait la plus grande commune de Flandre-Occidentale. Après un doublement de sa superficie en 1924 avec l'annexion d'une partie de Esen, une première fusion en 1965 intégra les communes de Kaaskerke et Esen à Dixmude. Les agglomérations de Kaaskerke et Dixmude forment un ensemble continu, et le centre de Dixmude s'étend également sur le territoire de Esen. Une nouvelle vague fusionna plusieurs communes environnantes: Keiem fut annexée par Beerst, Pervijze intégra Lampernisse, Oostkerke et Stuivekenskerke, et Oudekapelle, Nieuwkapelle et Sint-Jacobskapelle formèrent une nouvelle commune nommée Driekapellen. Woumen dut céder Jonkershove à Houthulst. Enfin, en 1977, les six communes de Beerst, Driekapellen, Leke, Vladslo, Woumen et Pervijze devinrent des sections de Dixmude.
Le centre de Dixmude se trouve au bord de l'Yser et est la section la plus étendue de la commune. Les autres sections sont répartis sur le large territoire de la commune.

### Sections de la commune

Sections de Dixmude et voisines. Les zones en jaune représentent les agglomérations.

| #  | Section                      | Superf. (km2) | Habitants (2020) | Habitants par km2 | Code INS |
| -- | ---------------------------- | ------------- | ---------------- | ----------------- | -------- |
| 1  | Dixmude (I)                  | 5,83          | 6 119            | 1 050             | 32003A0  |
| 2  | Esen (II)                    | 14,02         | 1 654            | 118               | 32003A1  |
| 3  | Kaaskerke (III)              | 8,79          | 471              | 54                | 32003A2  |
| 4  | Beerst (IV)                  | 11,79         | 1 551            | 132               | 32003B   |
| 5  | Keiem (VII)                  | 12,96         | 1 331            | 103               | 32003C   |
| 6  | Leke (VI)                    | 10,88         | 1 188            | 109               | 32003D   |
| 7  | Vladslo (V)                  | 17,57         | 1 199            | 68                | 32003E   |
| 8  | Woumen (XV)                  | 13,84         | 1 302            | 94                | 32003F   |
| 9  | Nieuwkapelle (XIV)           | 7,95          | 439              | 55                | 32003G   |
| 10 | Oudekapelle (XII)            | 5,14          | 123              | 24                | 32003H   |
| 11 | Saint-Jacques-Capelle (XIII) | 4,80          | 108              | 22                | 32003J   |
| 12 | Oostkerke (XI)               | 3,87          | 273              | 71                | 32003K   |
| 13 | Lampernisse (X)              | 13,74         | 150              | 11                | 32003L   |
| 14 | Pervijze (IX)                | 12,25         | 809              | 66                | 32003M   |
| 15 | Stuivekenskerke (VIII)       | 7,33          | 125              | 17                | 32003N   |

### Communes limitrophes
La commune de Dixmude jouxte les sections et communes suivantes :
| - a. Zande (commune de Koekelare) - b. Koekelare (commune de Koekelare) - c. Bovekerke (commune de Koekelare) - d. Werken (commune de Kortemark) - e. Zarren (commune de Kortemark) - f. Klerken (commune de Houthulst) - g. Jonkershove (commune de Houthulst) - h. Merkem (commune de Houthulst) - i. Reninge (ville de Lo-Reninge) |

| - j. Lo (ville de Lo-Reninge) - k. Alveringem (commune d'Alveringem) - l. Zoutenaaie (ville de Furnes) - m. Eggewaartskapelle (ville de Furnes) - n. Avekapelle (ville de Furnes) - o. Furnes (ville de Furnes) - p. Ramskapelle (commune de Nieuport) - q. Schore (commune de Middelkerke) - r. Sint-Pieters-Kapelle (commune de Middelkerke) |

## Héraldique
|  | La ville possède des armoiries qui lui ont été octroyées le 3 décembre 1987. À l'origine, elles avaient été octroyées en 1819 et confirmées en 1869. L'explication n'a pas été trouvée. Blasonnement : Fascé d'or et d'azur de huit pièces. L'écu sommé d'une couronne murale d'or à cinq tours. Source du blasonnement : Heraldy of the World. |

## Démographie

### Évolution démographique: Avant la fusion de 1977
Source : NIS - Remarques : de 1806 à 1970=population au 31 décembre ; 19776= population au 31 décembre
- 1924 : annexion d'une partie de Esen (+300 habitants)
- Fusion de 1965 : annexion de Esen et Kaaskerke (+2 423 habitants)

### Évolution démographique: Commune fusionnée
Graphe de l'évolution de la population de la commune (la commune de Dixmude étant née de la fusion des anciennes communes de Dixmude, Beerst, Esen, Kaaskerke, Keiem, Lampernisse, Leke, Nieuwkapelle, Oostkerke, Oudekapelle, Pervyse, Sint-Jacobskapelle, Stuivekenskerke, Vladslo et Woumen, le tableau ci-après intègrent les données de toutes les anciennes communes devenues sections de la nouvelle entité en 1977).
- Source : DGS - Remarque: 1831 jusqu'à 1981=recensement; depuis 1990=nombre d'habitants chaque 1er janvier[9]

## Patrimoine

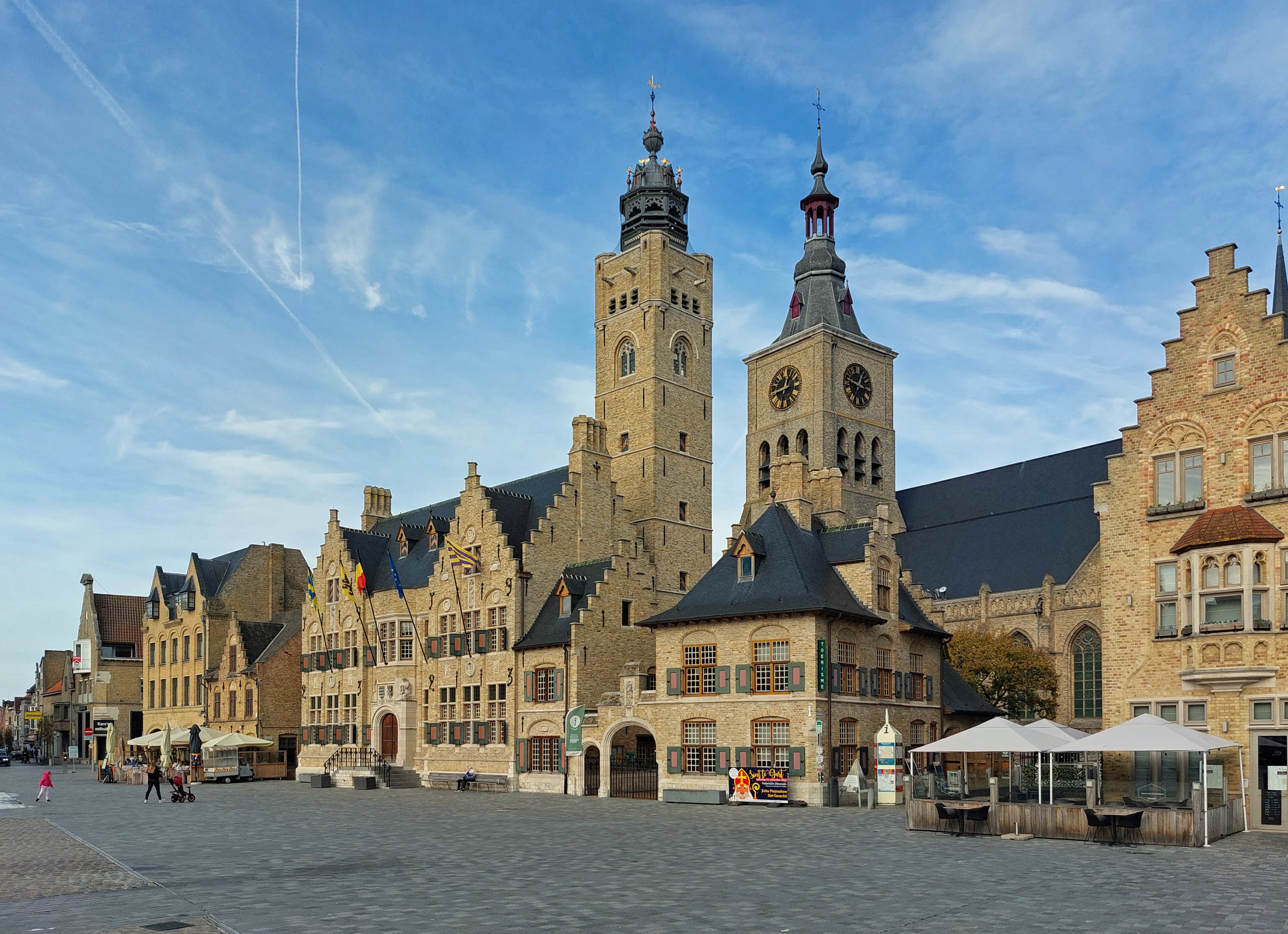
Le clocher de l'église Saint-Nicolas, derrière l’hôtel de ville et son beffroi.

- La première pierre de l'hôtel de ville, sur la place du marché, fut posée en 1428. En 1567 et 1572, de grands travaux y furent menés. Sur une toile de Hacke de 1716, on distingue une cour intérieure et un petit clocher. La construction du troisième hôtel de ville dans un style néogothique se déroula entre 1875 et 1880 selon les plans de l'architecte brugeois Louis de la Censerie, mais pour la reconstruction (1923) après la Première Guerre mondiale, les architectes se basèrent sur les caractéristiques architecturales de la Renaissance flamande. Le nouveau beffroi, symbole flamand et médiéval de la liberté de la commune, fut érigé dans la cour.

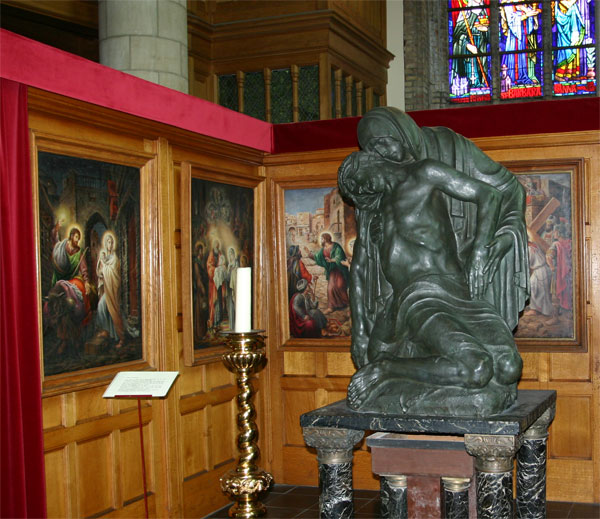
La Pietà de l’église Saint-Nicolas

- L’église Saint-Nicolas (Sint-Niklaaskerk) est une église gothique située au centre de la ville, derrière l'hôtel de ville. Elle fut détruite pendant la Première Guerre mondiale, puis reconstruite dans un style gothique primitif selon un plan du XIVe siècle. La flèche du clocher, du XVIIIe siècle, retrouva également sa forme originelle. En mai 1940, l'église fut à nouveau détruite par un incendie. Le bâtiment actuel est donc le résultat de la restauration de 1945. À cause de ces différentes destructions, l'église possède un intérieur sobre mais riche d'œuvres récentes respectant le style ancien. Ainsi la Pietà (ou Nood God) est l'œuvre d'art la plus expressive de l'église. La Mater Dolorosa agenouillée, un voile noir sur la tête, serre contre elle le corps sans vie de son fils. L'artiste O. Sinia n'a pas choisi un thème nouveau. Le motif est très ancien et l'un des plus courants de la fin du Moyen Âge. Le bronze est l'œuvre des frères Minne de Gand. Derrière la Pietà de bronze, sept toiles, réalisées à l'huile par le père gantois Andreas Bosteels, représentent les douleurs de Marie.

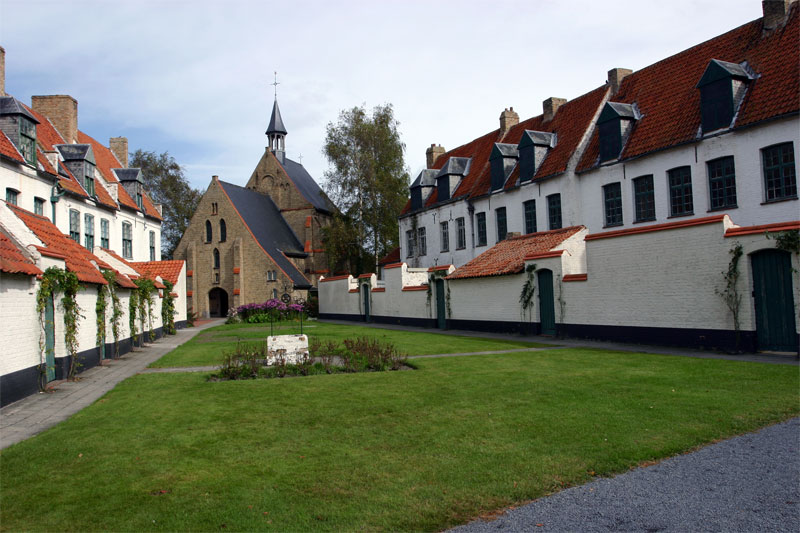
Le béguinage de Dixmude

- Le béguinage de Dixmude (XIIIe siècle) est l'un trois béguinages de Flandre-Occidentale, avec ceux de Bruges et Courtrai. À la construction des fortifications, il se trouva à l'intérieur des murs. Le canal d'Handzame (Handzamevaart) permit aux béguines de gagner leur vie par des activités de lavage, de blanchissage et la réalisation d'ouvrages de laine, de lin et de draps. Elles apportaient également des soins aux malades et réalisaient des dentelles aux fuseaux. Sous l'administration française, une partie du béguinage fut aménagée en caserne de gendarmerie. En 1914, le Béguinage sombra devant la violence de la guerre et ses habitants disparurent définitivement. Le site fut reconstruit dans son style originel. Il reçut un rôle social, d'abord comme maison de repos, et depuis 1990 comme habitat pour personnes mentalement handicapées. La cour intérieure donne sur la chapelle reconstruite et son vitrail réalisé à l'atelier de A. Mestdagh de Gand, en collaboration avec le concepteur Harold Van de Perre.

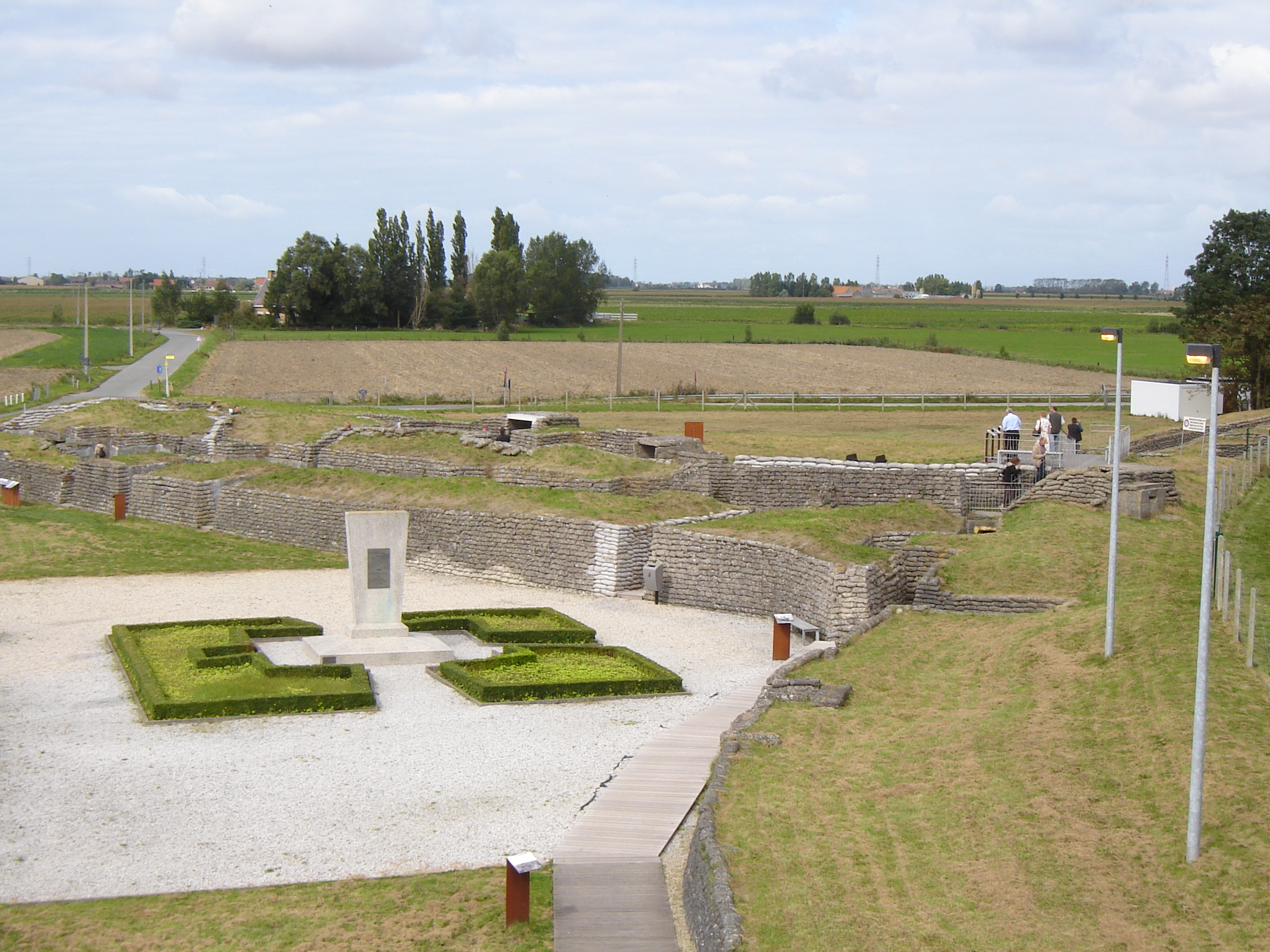
Le Boyau de la Mort, et son monument aux morts

- Le Boyau de la Mort (Dodengang) est un ensemble conservé de tranchées de la Première Guerre mondiale, situé sur la commune fusionnée de Kaaskerke. Ce complexe est le dernier vestige du front belge de la Grande Guerre.

- La Tour de l'Yser commémore également le souvenir de la Première Guerre mondiale, et est un symbole du mouvement flamand, avec l'organisation annuelle du pèlerinage de l'Yser.
- Bloemmolens (nl), ancienne minoterie, monument industriel, archéologique et de guerre.

## Transports
- Gare de Dixmude
- Gare de Kaaskerke (fermée)

## Personnalités liées à la commune
- Jacob Clemens non Papa (vers 1510/1515- vers 1556), compositeur enterré à Dixmude.
- Pierre Morel-Danheel (1773-1856), homme politique
- Pierre de Breyne (1801-1886), homme politique.
- Maria Doolaeghe (1803-1884), femme de lettres.
- Jules Marie Alphonse Jacques (1858-1928), général, baron de Dixmude.
- Rémi Hendryckx (1908-1976), coureur cycliste, né à Caeskerke et mort à Woumen.
- Michel Pollentier (1951- ), coureur cycliste professionnel belge, y est né.
- Wim Vansevenant (1971- ), coureur cycliste professionnel belge, y est né.

## Hommages
- Le nom de la ville est donné à un dirigeable prise de guerre française en 1920[10], ainsi qu'à un porte-hélicoptères amphibie de la marine nationale française mis en service en 2012 et toujours actif en 2025[11],[12], en référence à l'héroïsme de la brigade de fusiliers marins sous les ordres de l'amiral Ronarc'h qui participe jusqu'à la fin du mois d'octobre 1914 à la défense de Dixmude aux côtés de l'armée belge.